# Ramírez-Pérez (Texas)
Ramírez-Pérez es un lugar designado por el censo ubicado en el condado de Starr en el estado estadounidense de Texas. En el Censo de 2010 tenía una población de 78 habitantes y una densidad poblacional de 941,12 personas por km².

## Geografía
Ramírez-Pérez se encuentra ubicado en las coordenadas 26°19′00″N 98°41′36″O / 26.31667, -98.69333. Según la Oficina del Censo de los Estados Unidos, Ramírez-Pérez tiene una superficie total de 0.08 km², de la cual 0.08 km² corresponden a tierra firme y (0%) 0 km² es agua.

## Demografía
Según el censo de 2010, había 78 personas residiendo en Ramírez-Pérez. La densidad de población era de 941,12 hab./km². De los 78 habitantes, Ramírez-Pérez estaba compuesto por el 93.59% blancos, el 0% eran afroamericanos, el 0% eran amerindios, el 0% eran asiáticos, el 0% eran isleños del Pacífico, el 6.41% eran de otras razas y el 0% pertenecían a dos o más razas. Del total de la población el 98.72% eran hispanos o latinos de cualquier raza.